# Enrico De Nicola
  Enrico De Nicola    (Nàpols, 9 de novembre de 1877 - Torre del Greco, 1 d'octubre de 1959) fou un jurista, periodista i polític del Partit Liberal Italià. Va ser president provisional d'Itàlia entre 1946 i 1948 i primer president de la República italiana des de l'1 de gener de 1948 fins a l'11 de maig d'aquest mateix any.

## Biografia
Enrico De Nicola va néixer a Nàpols i es va fer famós com a advocat penalista. Va estudiar dret a la Universitat de Nàpols, es va graduar el 1896. Com a liberal va ser escollit diputat per primera vegada el 1909 i, de 1913 a 1921, va ocupar càrrecs governamentals menors fins a l'arribada del feixisme, quan es va retirar de la política. vida. Va exercir com a sots-secretari d'estat per a les colònies al govern Giolitti (novembre de 1913 - març de 1914) i subsecretari d'estat per al Tresor al gabinet d'Orlando (gener-juny de 1919). El 26 de juny de 1920 va ser elegit president de la Cambra de Diputats, ocupant el càrrec fins al gener de 1924. Va ser nomenat senador pel rei Víctor Emmanuel III el 1929, però es va negar a ocupar el seu escó i mai va participar en els treballs de l'Assemblea.
Va tornar a la seva pràctica d'advocat, només va tornar a interessar-se per la política després de la caiguda del feixisme italià. Després de la caiguda del poder de Benito Mussolini l'any 1943, el rei Víctor Emmanuel va intentar treure la monarquia de la seva col·laboració amb el règim feixista; De Nicola va ser potser el mediador més influent en la transició posterior. El fill del rei Umberto va adquirir un nou títol de "Tient General del Regne" i es va fer càrrec de la majoria de les funcions del sobirà. Víctor Emanuel va abdicar més tard; Umberto va esdevenir rei com a Umbert II i es va celebrar un referèndum constitucional, guanyat pels republicans. Es va escollir una nova Assemblea Constituent i el primer ministre Alcide de Gasperi va esdevenir cap d'estat en funcions durant unes setmanes quan Umberto II va ser exiliat i va abandonar Itàlia. Aleshores, l'Assemblea Constituent va escollir De Nicola Cap d'Estat provisional el 28 de juny de 1946, amb el 80% dels vots, a la primera volta de votacions. Giulio Andreotti va recordar més tard que De Nicola, un home de gran modèstia, no estava segur d'acceptar la nominació, i va patir freqüents canvis d'opinió davant la insistència reiterada de tots els principals líders polítics. Andreotti va recordar que el periodista Manlio Lupinacci va fer llavors una crida a De Nicola a les pàgines d'Il Giornale d'Italia: "Excel·lència, si us plau, decideixi si pot acceptar acceptar...".
El 25 de juny de 1947, De Nicola va dimitir del càrrec per motius de salut, però l'Assemblea Constituent el va reelegir immediatament l'endemà, havent reconegut en el seu acte signes de noblesa i humilitat. Després de l'entrada en vigor de la Constitució italiana, va ser nomenat formalment "President de la República Italiana" l'1 de gener de 1948. Finalment, es va negar a ser candidat a les primeres eleccions constitucionals del maig següent, en què Luigi Einaudi va ser elegit al Quirinal. la seu formal de la presidència italiana.
Va morir a Torre del Greco, a la província de Nàpols, l'1 d'octubre de 1959.